# Артикулация (музика)
Вижте пояснителната страница за други значения на Артикулация.
Артикула̀ция (на латински: articulatio – разчленено) в музиката е начинът, по който се изпълняват тоновете, например: легато (свързано) или стакато (разделено) в най-различни степени и оттенък.

## Същност
Способите и спецификата при различните музикални инструменти са твърде разнообразни в зависимост от звукоизвличането. Свързани са примерно с движението на ръката (рамото, лакътя, китката); удара на пръстите и вдигането им (пианото и клавишните); движението на лъка или плектрума (струнните инструменти); при духовите инструменти с движението на езика, с който, чрез мислено изговаряне на различни срички при свирене, се отваря или прекъсва въздушната струя; при пеенето се използват органите на речта. Артикулацита допринася изключително много за разнообразието и обогатяването на тона, като изразно средство, а също и за стиловото фразиране при художествено изпълнение.

## Видове артикулации в музиката
Артикулацията се отбелязва в нотния текст със специални знаци, носещи наименованията:
- легато – указва, че нотите трябва да бъдат изпълнени полегато и свързано
- стакато – изпълнява нотите със съкратена продължжителност (без да се ускорява темпото)
- тенуто – указва мястото, където трябва да се акцентира с провлачване продължителността на изпълнение или увеличаване на силата
- маркато – указва засилено изпълнение за нота, акорд или пасаж
- глисандо – плавен преход от един тон към друг
- портато
- портаменто